# 北海道道714号住吉女満別停車場線
北海道道714号住吉女満別停車場線（ほっかいどうどう714ごう すみよしめまんべつていしゃじょうせん）は、北海道網走郡大空町内を結ぶ一般道道である。

## 概要

### 路線データ
- 起点：北海道網走郡大空町女満別住吉
- 終点：北海道網走郡大空町女満別本通1丁目（JR北海道 石北本線 女満別駅）
- 総延長：7.9km

## 歴史
- 1971年（昭和46年）3月31日 - 路線認定[1]。

## 路線状況

### 重複区間
大空町
- 女満別本郷 - 女満別本通 （国道39号）

## 地理

### 通過する自治体
- オホーツク総合振興局
  - 網走郡大空町

### 主な接続道路
大空町
- 北海道道248号嘉多山美幌線 - 女満別住吉
- 国道39号 - 女満別本郷、女満別本通

### 沿線にある施設など
大空町
- JR北海道石北本線女満別駅 - 女満別本通1丁目
- 大空町女満別図書館 - 女満別本通1丁目